# Mihail Cismărescu
Barbu Mihail Cismărescu (n. 1 aprilie 1916, Craiova – d. 26 februarie 1983, München) a fost un jurnalist român, director al secției române a postului Radio Europa Liberă, cunoscut sub pseudonimul de Radu Gorun.
A absolvit Facultatea de Drept din București în 1937 și în același an a plecat la Paris, pentru completarea studiilor. A lucrat apoi la redacția gazetei "La Roumanie Independante". În 1952 a început să lucreze la Londra la postul de radio Europa Liberă, iar in 1954 s-a transferat la sediul din München. Acolo a devenit în timp redactor-șef la știri. 
După decesul directorului Noël Bernard, a fost numit în decembrie 1981 director al secției române de la Europa Liberă. Ca și alți șefi ai postului s-a îmbolnăvit însă și a murit de un cancer galopant în februarie 1983.
Mihail Cismărescu a avut o importantă activitate publicistică. A  colaborat la Revista  Scriitorilor  Români, Destin,  Ethos, Cuvântul românesc, Ființa românească, Buletinul Bibliotecii Române și periodice germane. A publicat numeroase studii juridico-economice:  Rumania' s  Changing  Legal  Code (1970); Die gerichtliche Kontrolle  von     Verwaltung  sakten  in der Sozialistischen Republik Rumanien(1971); Justitia fundamentum   regnorum (1971); Realități   și   perspective în dreptul   român (1972); Demographie   independance   dans   la Roumanie d’aujourd’hui (München, 1970); Elemente demografice (Paris,   1973); Câteva   considerații   despre   influența   culturii germane  în  România (1979); Interferențe  culturale  în  relațiile româno-franceze (1981). 

## Legăturiexterne
- Mihail Cismărescu Arhivat în 4 octombrie 2015, la Wayback Machine. la alternativaonline.ca